# Hakea neurophylla
Hakea neurophylla är en tvåhjärtbladig växtart som beskrevs av Meissn.. Hakea neurophylla ingår i släktet Hakea och familjen Proteaceae. Inga underarter finns listade i Catalogue of Life.